# Втома (фізіологія)
Втома — тимчасове зниження працездатності організму або органу внаслідок інтенсивної або тривалої роботи, яке виявляється в зниженні кількісних і якісних показників роботи і погіршенні координації робочих функцій.

## Суть, причини і загальний механізм розвитку втоми
Фактори втоми різноманітні і пов'язані як з трудовою, так і позавиробничою діяльністю людини. Вирішальне значення має трудова діяльність, величина трудових навантажень і умови праці. Втома, яка розвивається під впливом трудової діяльності, характеризується як професійна, або виробнича, на відміну від загальної втоми, зумовленої життєдіяльністю людини. Слід також зазначити, що втома працівника та її величина певною мірою залежать від таких індивідуальних особливостей людини, як фізичний розвиток, стан здоров'я, вік, цікавість до роботи та мотивація, вольові риси характеру, тип нервової системи.

Розрізняють фізичну і розумову втому.

### Центральна концепція втоми
Обґрунтування центрально-нервової концепції втоми дав Іван Сєченов, який вважав, що джерело відчуття втоми знаходиться виключно в центральній нервовій системі, а не в працюючих м'язах, як це вважалося до його робіт.
Центрально-коркова концепція втоми розроблялась у працях Івана Павлова, М. Є. Введенського, О. О. Ухтомського, М. І. Виноградова, П. К. Анохіна, С. О. Косилова, В. В. Розенблата та інших. 
Основні тези концепції:
- накопичення в м'язах молочної кислоти не є основною причиною втоми, і в цілісному організмі людини втома не знаходиться в прямій залежності від накопичення метаболітів. Людина втомлюється і при виконанні легкої і розумової роботи, коли відсутнє накопичення в м'язах молочної кислоти;
- основна питома вага в механізмі втоми належить не периферійним, а центральним процесам, про що свідчать:
 — надзвичайно низька втомлюваність периферійних апаратів;
 — вплив на розвиток втоми стану центральної нервової системи (емоції, автоматизм дій);
 — менша стомлюваність людини від мимовільної роботи порівняно з свідомо-вольовою роботою;
 — можливість виконання мимовільної роботи після повної втоми від довільної роботи;
 — зрушення в стані периферійних апаратів є вторинними і залежать від зміни в нервових центрах (робота м'язів змінюється під впливом розумової втоми).
- первинна ланка центрального механізму має коркову природу. Чим менший рівень свідомого контролю за виконанням роботи, тобто чим менший рівень збудження, а отже і затрат енергії кортикальних центрів при роботі, тим менше вона втомлює, хоча характер м'язових навантажень і зусиль не змінюється;
- важливу роль в розвитку втоми відіграє процес гальмування в корковому центрі рухового апарату.

Усе це підтверджує думку про основну роль центрального механізму розвитку втоми. У межах цього механізму первинною ланкою є зрушення в коркових центрах. Зрушення в стані коркових центрів зумовлюються багатьма причинами. Основна з них полягає в тому, що коркові центри, маючи найменший рівень працездатності, несуть велике навантаження, пов'язане з переробкою різної інформації і регулюванням роботи всіх органів і систем організму, а саме:
- в кору спрямовуються потоки аферентних імпульсів відносно трудового завдання;
- кора формує імпульси щодо скорочення м'язів;
- згідно з принципом зворотної аферентації в кору головного мозку надходить потік збуджень, які сигналізують про виконання програми дій відповідно до поставленої мети;
- від працюючих м'язів надходять сигнали про хімічні зрушення, що відбуваються в них під впливом виконуваної роботи;
- аналогічні сигнали надходять від інших органів і систем, які забезпечують виконання роботи (серцево-судинної, ендокринної, дихання і т. ін.);
- частина інформації виступає у вигляді результатів психічної діяльності мозку (пам'яті, уяви, мислення тощо);
- величезний потік збуджень надходить від ретикулярної формації, який підтримує необхідний тонус кори.

### Причини
Залежно від конкретних умов і характеру роботи вирішальними можуть бути різні фактори втоми. Так, при виконанні динамічної і статичної роботи з локальними м'язовими навантаженнями переважаючими є потоки збудження, які безпосередньо пов'язані з виконанням трудових рухів. Силова робота і статичні напруження викликають швидку втому внаслідок інтенсивних потоків збуджень як від пропріо- і хеморецепторів м'язів, так і від коркових центрів при формуванні вольових імпульсів до скорочення м'язів. Виконання дуже важких робіт супроводжується накопиченням в м'язах і крові недоокислених продуктів, перевитратами вуглеводних резервів, порушенням терморегуляції, що зумовлює високу питому вагу в аферентних потоках імпульсів від хеморецепторів м'язів і судин. При напруженій розумовій і нервово-емоційній праці збудження асоціативних зон кори за законами домінанти посилюється потоками імпульсів від різних аналізаторів та ретикулярної формації.
Зрушення в коркових центрах зумовлюються:
- затратами ресурсів, характером відновлення їх під час роботи і розвитком гальмування;
- нерівномірним зниженням лабільності різних елементів нервових центрів, що викликає дискоординацію робочих функцій і розвиток гальмівних процесів в коркових центрах.

Робота нервових клітин супроводжується затратами енергетичних ресурсів, які при нормальному стані організму відновлюються в процесі праці. Якщо робота інтенсивна, або тривала, то затрати ресурсів збільшуються і недостатньо компенсуються відновлювальними процесами. Щоб запобігти надмірним затратам ресурсів і функціональному виснаженню нервових клітин, на зміну процесам збудження приходить процес гальмування, яке за біологічним значенням є охоронним, а за природою — безумовним. Під час гальмування клітина відновлює свій енергетичний потенціал.
Проте не слід ототожнювати процеси втоми і гальмування. Втома передує гальмуванню. Відповідний рівень функціональних затрат є одним з автоматичних внутрішніх збудників процесу гальмування. Зниження працездатності коркових центрів викликає складний комплекс зрушень в організмі. Зокрема, гальмуються імпульси до скорочення м'язів, що відчувається працівником як стомлення, кволість, неможливість продовжувати роботу. Відбуваються зміни стану всіх ланок рухового апарату і систем організму.
Таким чином, втома являє собою цілісний процес, який охоплює всі рівні рухового апарату, з лімітуючою корковою ланкою, і виявляється в зниженні працездатності.
Причиною втоми є критична величина затрат функціональних ресурсів і формування нейрофізіологічного конфлікту між діяльністю і відновлювальними процесами, загострення якого супроводжується дискоординацією і дефіцитом тонізуючої нервової імпульсації. Дискоординація розвивається в центральній нервовій системі, а виявляється в рухах, мисленні, сприйманні, у діяльності внутрішніх органів. При максимальному дефіциті нервової імпульсації в діяльності мозку розвиваються фазові стани (рівноважна, парадоксальна, ультрапарадоксальна стадії парабіозу).

### Механізм втоми
Отже, фізіологічна суть втоми полягає в зниженні стабільності нервової системи у зв'язку з затратами енергетичних ресурсів і розвитком процесу гальмування, внаслідок чого порушуються робочий динамічний стереотип і координація робочих функцій. Поява гальмівного процесу в ряді груп нервових клітин викликає необхідність вольових зусиль у працівника для продовження роботи, що призводить до загострення нейрофізіологічного конфлікту між основною і відновлювальною функціональними системами. Тривалий нейрофізіологічний конфлікт різного рівня загострення між функціональними системами організму — характерна риса виробничої втоми.
За біологічною суттю втома являє собою пристосовну фізіологічну захисну реакцію організму. Через такий компонент, як процес гальмування, втома захищає робочі апарати від глибоких місцевих зрушень і забезпечує можливість швидкого відпочинку та відновлення роботи. Функціональні затрати, які спричиняють втому, біологічно корисні для організму, оскільки стимулюють відновлювальні процеси, що забезпечує підвищення працездатності. Помірна втома не зашкоджує здоров'ю працівника, і на фоні початкових ознак її робота може тривати за рахунок резервних можливостей організму.
Оскільки будь-яка праця є єдиним нервово-м'язовим процесом, то механізм втоми при фізичній, розумовій, нервово-напруженій роботі не дуже відрізняється. У всіх випадках первинною ланкою втоми є коркові центри. Відмінність полягає лише в різних коркових аналізаторах. При цьому гальмування, яке виникає в певних групах нервових клітин, іррадіює на сусідні аналізатори, в зв'язку з чим після важкої фізичної праці розумова діяльність малопродуктивна, і навпаки.
Разом з тим розрізняють загальну і локальну (наприклад, зорова), м'язову і психічну втому, які є наслідком тимчасового зниження працездатності організму, окремих його систем і органів. На характер втоми впливає вид трудової діяльності, оскільки функціональні зміни переважно локалізуються в найбільш навантажених ланках або ключових фізіологічних системах.
Фізіологами встановлено, що зрушення в коркових центрах при короткочасній інтенсивній роботі і тривалій роботі невеликої інтенсивності суттєво відрізняються. Це виявляється у співвідношеннях між процесами затрати ресурсів і гальмуванням. На підставі цього розрізняють два типи втоми: первинну, або таку, що швидко розвивається, і вторинну, що розвивається повільно.
Залежно від характеру роботи, вихідного функціонального стану працівника втома може досягати різної глибини, переходити у хронічну втому, або перевтому.

## Показники і стадії втоми
Втома як складний процес тимчасових зрушень в фізіологічному і психологічному стані працівника в результаті напруженої або тривалої роботи характеризується суб'єктивними і об'єктивними показниками.

### Суб'єктивні та об'єктивні показники
Суб'єктивною ознакою втоми є відчуття стомленості, яке переживається працівником як своєрідний психічний стан. Його компонентами є:
- відчуття знесилення, коли людина відчуває, що не в змозі належним чином продовжувати роботу. Воно може виникати і тоді, коли показники роботи тримаються на достатньо високому рівні;
- нестійкість і відволікання уваги;
- порушення в моторній сфері — рухи сповільнюються або, навпаки, стають поспішними, нескоординованими;
- погіршення пам'яті і мислення, особливо при виконанні розумової роботи;
- послаблення волі, рішучості, витримки, самоконтролю;
- сонливість.

В основі відчуття стомленості лежить процес гальмування в працюючих коркових центрах. Тому ігнорувати його не слід. О. О. Ухтомський зазначав, що в основі будь-якого суб'єктивного переживання або відчуття лежать об'єктивні матеріальні процеси, які відбуваються в нервових клітинах. Слід також мати на увазі, що суб'єктивні оцінки втоми залежать від мотивації, заінтересованості в роботі, рівня домагань і відповідальності, емоційного стану.
До об'єктивних критеріїв втоми відносяться:
- показники ефективності роботи;
- зміни в різних фізіологічних системах і психічних функціях.

При аналізі динаміки виробничих показників особливу увагу необхідно приділяти якісним показникам роботи, які більш адекватно, ніж кількісні, характеризують розвиток втоми. На фоні втоми і зниження працездатності робота продовжується за рахунок вольових зусиль і резервних можливостей організму. Лише з часом виявляються очевидні ознаки втоми: рухи працівника стають неточними, порушується координація, з'являються зайві рухи. Тому виробничі показники слід використовувати в комплексі з фізіологічними і психологічними.
Зміни в організмі працівника при втомі багатогранні і різнонапрямлені. Насамперед помічаються зрушення в функціональному стані тих систем і органів, які беруть участь у роботі. Мають місце гуморальні зміни. Однак найбільш показовими є зрушення в центральній нервовій системі. Слід також мати на увазі, що в деяких випадках «працюючі» фізіологічні системи можуть довго зберігатися на достатньому рівні або навіть покращуватися. Водночас нетреновані функції зазнають більш відчутних змін.
Зрушення в нервовій системі пов'язані з розвитком гальмівних процесів. Зовнішніми ознаками охоронного гальмування є сповільнення темпу і збільшення часу сенсомоторних реакцій, послаблення і відволікання уваги, зниження чутливості аналізаторів, зростання варіабельності цих показників, втрата інтересу до роботи.
Фізіологічними показниками розвитку втоми є артеріальний кров'яний тиск, частота пульсу, систолічний і хвилинний об'єми крові, динаміка яких може бути різною. Так, при втомі показники артеріального кров'яного тиску мають тенденцію до зниження. Однак зразу ж після великих фізичних і нервовоемоційних навантажень систолічний і середній динамічний тиск може підвищуватись. Показниками втоми є і зміни в складі крові.
Зрушення в психічній сфері внаслідок втоми виявляються в:
- погіршенні сприймання подразників, внаслідок чого працівник окремі подразники зовсім не сприймає, а інші сприймає із запізненням;
- зменшенні здатності концентрувати увагу, свідомо її регулювати, в посиленні мимовільної уваги до побічних подразників, які відволікають працівника від трудового процесу;
- погіршенні запам'ятовування, труднощах пригадування інформації, що знижує ефективність використання професійних знань;
- сповільненні процесів мислення, втраті його гнучкості, широти, глибини і критичності;
- підвищеній дратівливості, появі депресивних станів;
- порушенні сенсомоторної координації, збільшенні часу реакції на подразники;
- змінах збудливості сенсорної сфери кори (змінюється гострота зору, слуху). Чутливість може знижуватися до 20—40% вихідного рівня.

Чим більше навантаження в процесі праці, тим більші фізіологічні зрушення в організмі, які, проте, не є прямолінійними. Установити точні кількісні критерії втоми досить важко, оскільки вони залежать від багатьох факторів: специфіки діяльності, яка виявляється в підвищеній активізації тих чи інших функціональних систем, ставлення працівника до виконуваної роботи, типологічних особливостей його нервової системи.
Залежно від особливостей праці втома може розвиватися з різною швидкістю і досягати різного ступеня глибини.

Так, при виконанні важкої роботи початкове зниження працездатності не дозволяє продовжувати роботу через зменшення м'язової сили і витривалості. За невеликих фізичних навантажень змінюється функціональна рухливість, виникає відчуття монотонності і розвивається охоронне гальмування.

При роботах, які вимагають великого напруження уваги або логічного мислення, фізіологічні процеси можуть зберігатися протягом тривалого часу, а в центральній нервовій системі можуть відбуватися глибокі зміни функціонального стану. Останні виявляються в невідповідності сили рефлексу силі подразника, тобто охоронне гальмування розвивається в гіпнотичні фази.

При роботах, які вимагають точних і швидких дій, найбільші зрушення відбуваються в функціях тих аналізаторів, яким належить провідна роль в регулюванні робочих дій (зоровий, слуховий, руховий).

Виходячи з відмічених особливостей розрізняють місцеву і загальну втому. Місцева втома локалізується в працюючому органі, загальна втома — охоплює весь організм.

### Стадії втоми
Залежно від функціональних зрушень в організмі працюючих під впливом трудових навантажень розрізняють чотири ступеня втоми.

Втома першого ступеня (маловиражена), або фаза початкових порушень реакцій, мало чим відрізняється від вихідного функціонального стану. Симптомами такої втоми є помилки при виконанні точних рухів з незначними м'язовими зусиллями в зв'язку з невідповідністю силових дій з боку працівника. При цьому робота з помірними і максимальними зусиллями виконується без істотних змін.

Втома другого ступеня (помірна) характеризується незначним зниженням працездатності і витривалості, загальна працездатність близька до вихідного рівня. Зрушення виявляються в збільшенні кількості помилок при виконанні дій, які вимагають незначних або максимальних м'язових зусиль. При цьому перші виконуються з надмірними зусиллями, а другі — з меншими порівняно з вихідними значеннями.

Втома третього ступеня (виражена) характеризується відчутним зменшенням працездатності і витривалості рухового апарату. Час реакцій збільшується, швидкість оптимальних і максимальних робочих реакцій сповільнюється, м'язова сила при виконанні максимальних зусиль зменшується. Мінімальні м'язові зусилля виконуються з надмірною силою в 2—2,5 раза, тобто мають місце чітко виражені парадоксальні реакції. Загальна працездатність зменшується.

Втома четвертого ступеня (сильновиражена) супроводжується ультрапарадоксальними реакціями. Всі позитивні сигнали працівником не сприймаються, а негативні викликають позитивні реакції, що призводить до помилок, аварій тощо.

Для оцінки втоми використовується величина зміни в кінці робочого дня таких показників, як витривалість відносно стандартного м'язового зусилля, об'єм короткотривалої пам'яті, час простої і складної зоровомоторних реакцій, час переключення уваги, критична частота злиття мерехтінь. В стані маловираженої і помірної втоми трудова діяльність можлива, оскільки вона підвищує тренованість організму і може продовжуватися протягом третини робочого часу. При вираженій і сильновираженій втомі працездатність знижується, фізіологічна ціна роботи значно підвищується, а відновлювальні процеси протягом 16—24 годин після роботи можуть бути недостатніми, в зв'язку з чим несприятливі зрушення в організмі кумулюються. Якщо ці зрушення не проходять і за вихідні дні, то розвивається так звана хронічна втома, яку можна вважати перевтомою.
Взагалі час відновлення нормального стану організму працівника під час відпочинку свідчить про ступінь розвитку втоми. Якщо відновлювальний період становить не більше 10—15 хвилин, то ступінь втоми незначний, при тривалості відновлювального періоду не менш як півгодини має місце середній рівень втоми. При вираженій і сильновираженій втомі відновлювальні процеси затягуються до наступного робочого дня, що є ознакою накопичення втоми.

### Перевтома
Основною відмінністю втоми від перевтоми є зворотність зрушень при втомі і неповна зворотність їх при перевтомі. Втома негативно не впливає на здоров'я і часто справляє позитивний вплив на організм людини, в той час як перевтома має негативний вплив.
Разом з тим критерії перевтоми не розроблені. Проявами перевтоми є головний біль, підвищена стомлюваність, дратівливість, нервозність, порушення сну, а також такі захворювання, як вегетативно-судинна дистонія, артеріальна гіпертензія, виразкова хвороба, ішемічна хвороба серця, інші професійні захворювання.
Перевтома може бути гострою як результат одноразової напруженої діяльності і хронічною — як результат тривалої повторної діяльності.

### Особливості втоми при фізичній і розумовій та нервово-напруженій праці
Ознаки і прояви втоми при фізичній і розумовій та нервово-напруженій праці мають певні особливості.
Так, особливістю фізичної праці є те, що вона викликає напруження організму під час її виконання. При сильному напруженні продовження роботи стає неможливим і виконання її автоматично припиняється, а організм зразу переходить у фазу відновлення працездатності. Відновлення сил відбувається інтенсивно і порівняно у короткий період. Нормальна фізична втома викликає глибокий, тривалий і освіжаючий сон. Тому її можна розглядати як сформоване в ході еволюції біологічне пристосування організму до навантажень. Однак залежно від важкості роботи потрібен різний час на відпочинок.
Помірна розумова і нервово-напружена праця може виконуватися досить довго, оскільки особливих зрушень у затраті енергії і роботі внутрішніх органів не спостерігається. Вона може виконуватися на фоні розвиненої втоми. Розумова праця не має чітких меж між напруженням організму під час роботи і переходом у фазу відновлення сил, оскільки сформована домінанта в корі головного мозку не руйнується після закінчення роботи, а зберігається деякий час.
Втома при розумовій і нервово-напруженій праці виявляється в зниженні концентрації уваги і зменшенні свідомого її регулювання, в погіршенні оперативної пам'яті і логічного мислення, сповільненні реакцій на подразники, треморі пальців і рук тощо. Численні дослідження свідчать, що нервове напруження впливає на серцево-судинну систему, збільшуючи артеріальний тиск і частоту пульсу, а також на терморегуляцію організму та емоційні стани працівника. Відновлювальні процеси після розумової та нервово-напруженої праці відбуваються повільніше, ніж після фізичної роботи. Несприятливі зрушення в організмі працівника часто не ліквідуються повністю і кумулюються, переходячи в хронічну втому, або перевтому, та різні захворювання. Найбільш поширеними захворюваннями працівників розумової та нервово-напруженої праці є неврози, гіпертонії, атеросклерози, виразкові хвороби, інфаркти й інсульти. Перевтома при розумовій та нервово-напруженій праці може бути чотирьох ступенів — від початкового до важкого. Разом з тим не слід вважати, що розумова та нервово-напружена праця є шкідливою для людини. Вона, як і фізична, за оптимальних навантажень і організації сприяє вдосконаленню та розвитку людини як особистості.

## Заходи запобігання перевтомі працівників на виробництві
Виробнича втома як наслідок впливу на організм працівника трудових навантажень і умов виробничого середовища, з одного боку, відіграє захисну роль, а з другого — стимулює відновлювальні процеси і підвищення працездатності. Тому заходи по боротьбі з втомою в жодному разі не мають метою ліквідувати це фізіологічне явище. Вони спрямовуються на:
- віддалення розвитку втоми в часі;
- недопущення глибоких стадій втоми і перевтоми працівників;
- прискорення відновлення сил і працездатності.

Боротьба з втомою в першу чергу зводиться до покращання санітарно-гігієнічних умов виробничого середовища. Численні дослідження свідчать, що ліквідація загазованості, забруднення повітря, нормалізація мікроклімату, шуму, вібрації, раціональне освітлення, впровадження принципів естетики підвищують працездатність людини навіть у тих випадках, коли характер роботи не змінюється.
Ступінь втоми значною мірою залежить від робочої пози працівника. Вимушена незручна поза обмежує можливість виконання раціональних прийомів роботи, що призводить до збільшення енергозатрат, швидкої втоми та захворювань нервово-м'язового апарату. Важливе значення має раціоналізація трудових процесів. Вона включає механізацію і автоматизацію трудомістких робіт і вдосконалення трудових рухів.
Особливу роль в підтриманні працездатності і запобіганні втомі працівників відіграє ритм роботи, який підвищує стійкість робочого динамічного стереотипу. Порушення ритму в роботі викликає напруження нервової системи в зв'язку з необхідністю відновлення раніше засвоєного ритму. Аритмічна діяльність, коли незначні фізичні чи нервово-психічні навантаження змінюються форсованими зусиллями у високому темпі, дуже втомливі для працівника.
Віддаленню втоми сприяють фактори, які діють на центральні апарати нервово-м'язової системи. Підвищення працездатності нервових клітин досягається шляхом посилення відновлювальних процесів під час роботи, а також послабленням охоронного гальмування в корі головного мозку. У першому випадку має місце справжня стимуляція, оскільки збільшується функціональний потенціал працівника, а в другому — збільшення працездатності досягається за рахунок значного зменшення ресурсів організму.
Серед факторів першого напрямку слід відмітити вплив емоцій на працездатність. Емоційне збудження втягує в активну діяльність підкоркові центри, які тонізують кору і підвищують її працездатність. У цьому самому напрямку діють нервові імпульси з ретикулярної формації. Внаслідок цього підвищується лабільність коркових клітин і посилюються відновлювальні процеси під час роботи. Переважання процесів збудження віддаляє час розвитку охоронного гальмування.
Ще одним фактором цього напрямку є подразнення різних рецепторів, яке забезпечує притягнення до домінантного рефлексу сторонніх подразників, що також посилює нервову імпульсацію і тонізацію кори. Посиленню активізації коркових центрів сприяє одночасна робота різних груп м'язів, які забезпечують взаємну стимуляцію. Ще більше практичне значення в боротьбі з втомою має робота інших м'язів перед виконанням основної роботи. Вплив цього фактора на невтомлені м'язи полягає в підвищенні лабільності робочих апаратів, прискоренні їх впрацювання, переході на більш високі ритми активності. Цю функцію на виробництві виконує вступна гімнастика.
Збереження працездатності і віддалення розвитку втоми забезпечується також зміною видів роботи. В основі цього заходу лежить ефект Сєченова. Під час виконання іншої роботи в раніше працюючих робочих апаратах інтенсивно відбувається відновлення працездатності, зарядка нервових центрів енергетичними речовинами. Аналогічну функцію виконує і активний відпочинок.
Слід також відмітити і засоби екстреного підвищення працездатності і віддалення втоми. Це, зокрема, різні хімічні стимулятори. Одна група цих стимуляторів включає речовини, які впливають на обмінні процеси, зменшуючи несприятливі гуморальні зрушення. Це глюкоза, фосфати, аскорбінова кислота, вітаміни та мікроелементи. Друга група стимуляторів включає речовини, які діють спеціально на нервову систему. До них належать фенамін, препарати лимоннику, женьшеню, кофеїн і т. ін. Вони можуть давати як справжню стимуляцію за рахунок активізації відновлювального процесу по ходу роботи, так і призводити до збільшення функціональних затрат через віддалення процесу гальмування. При цьому порушення коркової нейродинаміки погіршує якість виконання роботи, особливо там, де необхідна координація рухів.
Особливо слід відмітити заходи, спрямовані на організацію розумової праці і запобігання розумовій втомі. Розумову працю необхідно починати з найбільш простих елементів і підготовки робочого місця, планування роботи. В роботу слід входити поступово, займатися нею систематично, виробити свій індивідуальний стиль і ритм, організувати раціональний режим праці і відпочинку в залежності від типу динаміки працездатності. Вагомим фактором високої працездатності є раціональне поєднання розумової діяльності з фізичною працею.